# سامية خان
سامية خان (بالإنجليزية: Samia Khan)‏ هي مدونة أمريكية، ولدت في 4 أبريل 1985 في فريسنو في الولايات المتحدة.

## وصلات خارجية
- الموقع الرسمي
- سامية خان على موقع IMDb (الإنجليزية)
- سامية خان على موقع ميوزك برينز (الإنجليزية)